# آلن مریل
آلن مریل (متولد آلن پرستون ساکس؛ ۱۹ فوریه ۱۹۵۱–۲۹ مارس ۲۰۲۰) خواننده، گیتاریست و ترانه‌سرای آمریکایی بود. در اوایل دهه ۱۹۷۰، او یکی از معدود خارجی‌های مقیم بود که به مقام ستاره پاپ در ژاپن دست یافت. او نویسنده و خواننده اصلی اولین نسخه منتشر شده آهنگ " عاشق راک‌اندرولم " بود، که توسط گروه او Arrows در سال ۱۹۷۵ ضبط شد این آهنگ در سال ۱۹۸۲ به موفقیت بزرگی برای جوآن جت تبدیل شد.
مریل در درجه اول خواننده و ترانه‌سرا بود، اما گیتار، گیتار باس، سازدهنی و کیبورد را نیز می‌نواخت. او در جریان همه‌گیری کووید-۱۹ به دلیل عوارض ناشی از این ویروس درگذشت.